# Duché de Belz
Pour les articles homonymes, voir Belz.
1138–1526
Entités suivantes :
- Royaume de Pologne (Voïvodie de Bełz)

Le duché de Belz, avec sa capitale Belz, est un ancien duché médiéval, formé en 1170 lors d'une fragmentation du Rus' de Kiev. Au cours de son histoire le duché est disputé par plusieurs autres entités politiques comme la principauté de Galicie-Volhynie, le royaume de Hongrie, le duché de Mazovie, quand finalement à la fin du XIVe siècle il est intégré dans le royaume de Pologne.

## Sources
- (en) Cet article est partiellement ou en totalité issu de l’article de Wikipédia en anglais intitulé « Duchy of Belz » (voir la liste des auteurs).